# 馬邑大経
『馬邑大経』（ばゆうだいきょう、巴: Mahāassapura-sutta, マハーアッサプラ・スッタ）とは、パーリ仏典経蔵中部に収録されている第39経。『大馬邑経』（だいばゆうきょう）、『大アッサプラ経』（だいアッサプラきょう）とも。
類似の伝統漢訳経典としては、『中阿含経』（大正蔵26）の第182経「馬邑経」等がある。
釈迦が、アンガ国のアッサプラ（馬邑）にて、比丘たちに仏法を説いていく。

## 日本語訳
- 『南伝大蔵経・経蔵・中部経典1』（第9巻） 大蔵出版
- 『パーリ仏典 中部（マッジマニカーヤ）根本五十経篇II』 片山一良訳 大蔵出版
- 『原始仏典 中部経典1』（第4巻） 中村元監修 春秋社